# Acanthonevroides variegatus
Acanthonevroides variegatus är en tvåvingeart som beskrevs av Permkam och Albany Hancock 1995. Acanthonevroides variegatus ingår i släktet Acanthonevroides och familjen borrflugor. Inga underarter finns listade i Catalogue of Life.